# Coleophora currucipennella
Coleophora currucipennella ist ein Schmetterling aus der Familie der Miniersackträger (Coleophoridae). Die Art wurde 1839 von Philipp Christoph Zeller erstbeschrieben. Im Englischen heißt der Schmetterling „Scarce Wood Case-bearer“ („Seltener Holz-Miniersackträger“).

## Merkmale
Die Schmetterlinge von Coleophora currucipennella besitzen eine Flügelspannweite von 13–16 mm. Sie sind weißlich und hellgelb-ockerfarben gemustert. Die Vorderflügel weisen ein Muster aus Längsstrichen auf. Die Hinterflügel sind ähnlich gefärbt, jedoch ohne ein klar erkennbares Strichmuster. Die Schmetterlinge ähneln verwandten Arten und lassen sich anhand von Fotos nicht sicher bestimmen.
Die Raupen sind hellbraun gefärbt. Sie besitzen eine dunkelbraun-schwarze Kopfkapsel und einen dunkelbraun-schwarz gezeichneten Nackenschild.
Der dunkelbraun gefärbte Raupensack der ausgewachsenen Raupen misst etwa 9 mm. Die Öffnung weist einen Winkel von 80–90° auf. Entsprechend steht der Raupensack gewöhnlich annähernd senkrecht auf der Blattoberseite der Wirtspflanze. Charakteristisch für den Raupensack von Coleophora currucipennella sind zwei ohrähnliche Auswüchse.

## Verbreitung
Coleophora currucipennella ist in Europa weit verbreitet. Im Norden reicht das Vorkommen bis nach England und Wales, Süd-Norwegen, Süd-Schweden und das Baltikum, im Süden bis in den nördlichen Mittelmeerraum, im Osten bis an den Ural. Auf der Irischen Insel, auf der Iberischen Halbinsel sowie auf den Mittelmeerinseln fehlt die Art.

## Lebensweise
Coleophora currucipennella ist eine polyphage Art. Sie nutzt als Wirtspflanzen verschiedene holzige Pflanzen. Als Wirtsarten werden genannt: die Birke (Betula), die Hainbuche (Carpinus betulus), die Gemeine Hasel (Corylus avellana), die Rotbuche (Fagus sylvatica), Äpfel (Malus), die Sauerkirsche (Prunus cerasus), der Schlehdorn (Prunus spinosa), die Kultur-Birne (Pyrus communis), Traubeneiche (Quercus petraea), Stieleiche (Quercus robur) und Roteiche (Quercus rubra), die Asch-Weide (Salix cinerea) und die Vogelbeere (Sorbus aucuparia). Man findet die Schmetterlinge hauptsächlich in Waldgebieten mit Eichen- und Hainbuchenbestand.
Die Falter legen ihre Eier an den Raupennahrungspflanzen ab. Die Raupen leben in einem selbstgesponnenen Raupensack. Vor der Überwinterung minieren die Raupen. Nach der Überwinterung fressen die Raupen das Blattgewebe und verursachen dabei flächenweise eine Skelettierung der Blätter. Die Raupen verpuppen sich schließlich Ende Mai in ihrem Raupensack. Ab Mitte Juni erscheinen die Falter. Sie fliegen in einer Generation bis Juli.

## Bilder

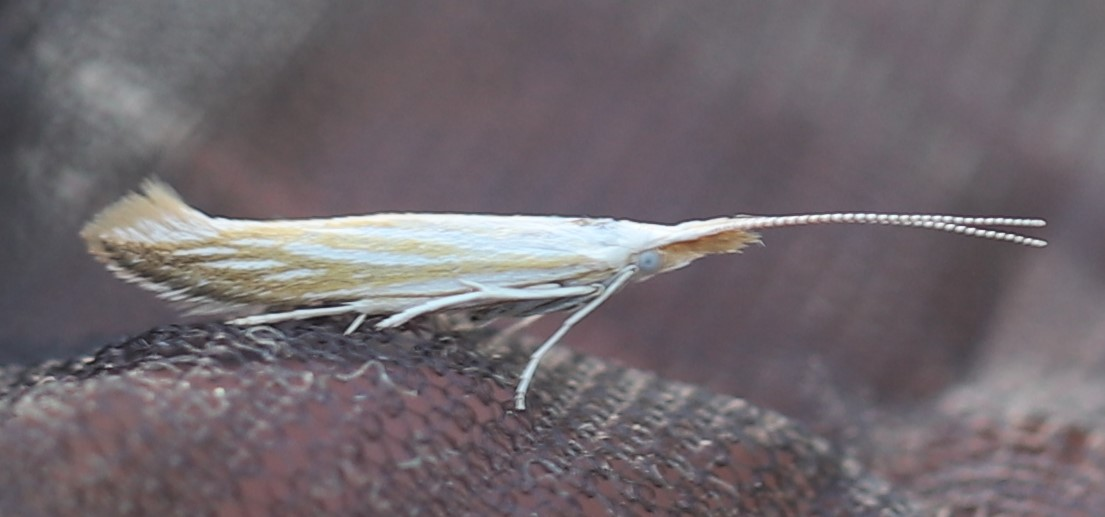
frisch geschlüpfter Schmetterling Mitte Juni
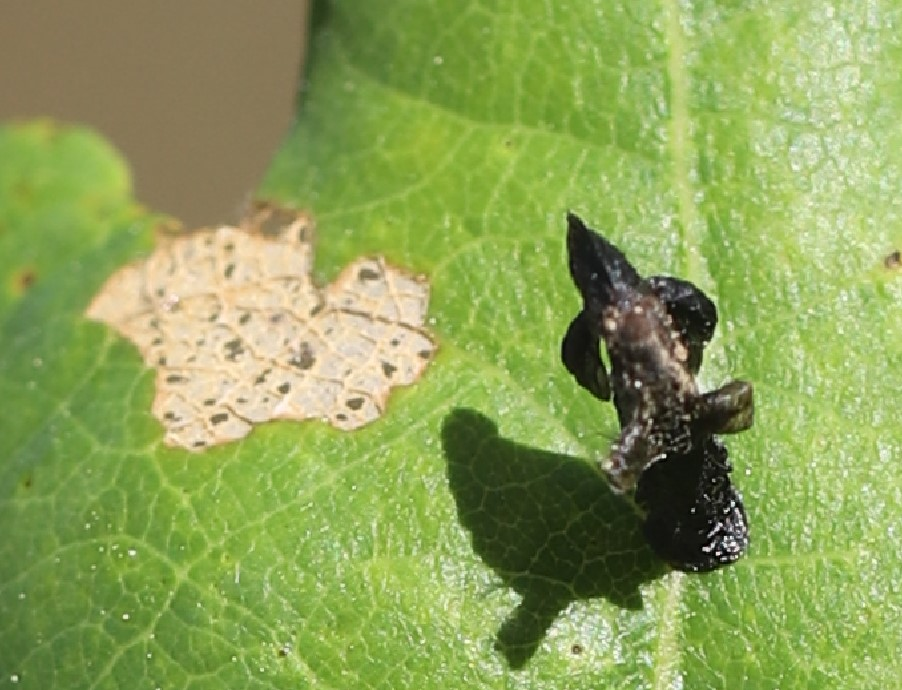
Raupensack Ende Mai an der Oberseite eines Eichenblatts; links Fraßspuren
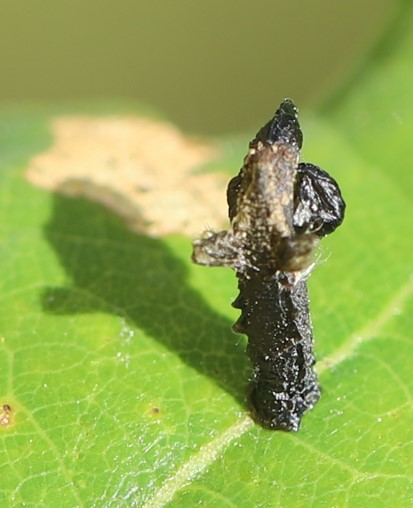
Raupensack Ende Mai an der Oberseite eines Eichenblatts
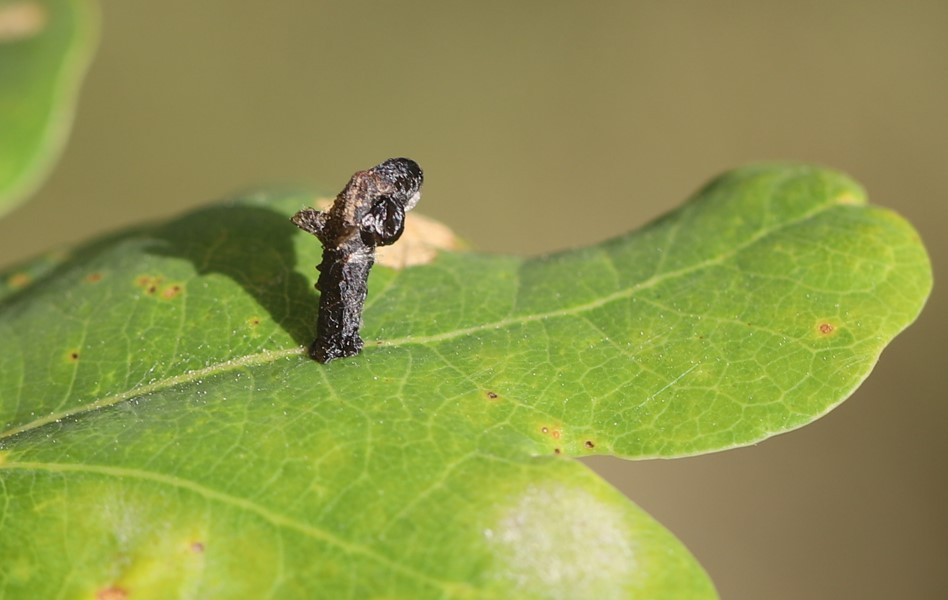
Raupensack Ende Mai an der Oberseite eines Eichenblatts
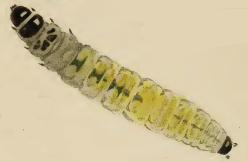
Skizze der Raupe